# 79º Campeonato Brasileiro Absoluto de Xadrez
O 79º Campeonato Brasileiro Absoluto de Xadrez foi uma competição de xadrez organizada pela CBX referente ao ano de 2012. A fase final foi disputada na cidade de Monte Negro (RO) de 25 de fevereiro a 6 de março de 2013. O Grande Mestre Krikor Mekhitarian foi o campeão, somando 8,5 pontos em 11 possíveis.

## Regulamento
Os 12 finalistas disputaram o campeonato no sistema de pontos corridos. O ritmo de jogo foi de 1:30h + 30 segundos de acréscimo por lance.
Sistema de pontuação
- 1,0 ponto por vitória
- 0,5 ponto por empate
- 0,0 ponto por derrota

Critérios de desempate
1. Confronto Direto
2. Sonneborn Berger
3. Sistema Koya
4. Maior número de vitórias
5. Maior número de jogos com as peças pretas

Árbitros
- AF Cesar Brasil Viegas (Principal)
- AA Cleber Padoin (Adjunto)
- AR Ladir Albano Becker BrandtLadir Albano Becker Brandt (Auxiliar)

## Participantes
Classificados pela Final do Campeonato Brasileiro de Xadrez 2011
- GM Rafael Leitão (desistência)
  - Substituto - IM Roberto Molina (5º lugar - Semifinais Região 1)
- GM Alexandr Fier (desistência)
  - substituto - FM Luismar Brito (3º lugar - Semifinal Região 2)
- GM Henrique Mecking (desistência)
  - substituto - Klaus Gotz (6º lugar - Semifinais Região 1)
- GM Felipe El Debs (desistência)
  - substituto - Andrey Neves (4º lugar - Semifinais Região 2)

Classificados pelo Torneio Semifinais Região 1 (Sul, Sudeste e Centro-Oeste)
- MI Diego Di Berardino (desistência)
  - suplente - CM Vitor Roberto Castro Carneiro (7º lugar - Semifinais Região 1)
- MI Evandro Amorim Barbosa
- GM Krikor Mekhitarian
- Mateus Nakajo

Classificados pelo Torneio Semifinais Região 2 (Norte e Nordeste)
- MF Maximo Iack
- MI Yago Santiago

Convidados (somente rating superior a 2200)
- vaga do organizador  – MF Flavio Olivência
- vaga da CBX - Felipe K Menna Barreto (8º lugar - Semifinais Região 1)

## Semifinais — Região 1 (Sul, Sudeste e Centro-Oeste)
Torneio classificatório da Região Norte/Nordeste realizado em 7 rodadas pelo Sistema Suíço. Os 4 primeiros colocados classificaram-se direto, porém o 5º, 6º, 7º e 8º colocados ganharam vaga devido desistências de jogadores já classificados.
Sistema de pontuação
- 1,0 ponto por vitória
- 0,5 ponto por empate
- 0,0 ponto por derrota

Critérios de desempate
1. Confronto Direto (** Somente caso todos os empatados tenham se enfrentado)
2. Buchholz (excluindo o pior resultado)
3. Buchholz Total
4. Sonnenborn Berger
5. Maior número de vitórias

| Pos. | Nome                              | UF | Pts | Confr | Buch1 | BuchT | Berger | Vitórias |
| ---- | --------------------------------- | -- | --- | ----- | ----- | ----- | ------ | -------- |
| 1º   | Diego Di Berardino                | SP | 5,5 | **    | 27,5  | 30,5  | 22,50  | 4        |
| 2º   | Evandro Amorim Barbosa            | SP | 5,5 | **    | 26,5  | 30,0  | 22,50  | 4        |
| 3º   | Krikor Mekhitarian                | SC | 5,5 | **    | 26,0  | 29,0  | 22,25  | 4        |
| 4º   | Mateus Nakajo Mendonça            | SP | 5,0 | **    | 27,0  | 30,0  | 20,25  | 3        |
| 5º   | Roberto Junio Brito Molina        | SC | 5,0 | **    | 24,0  | 27,0  | 18,75  | 4        |
| 6º   | Klaus Seiji Furucho Gotz          | SP | 5,0 | **    | 23,5  | 24,0  | 15,25  | 4        |
| 7º   | Felipe Kubiaki Menna Barreto      | SC | 4,5 | **    | 27,5  | 29,5  | 16,75  | 3        |
| 8º   | Vitor Roberto Castro Carneiro     | SP | 4,5 | **    | 27,0  | 30,5  | 18,50  | 4        |
| 9º   | Luiz Guilherme Aurell Abdalla     | SP | 4,5 | **    | 24,5  | 28,0  | 17,50  | 4        |
| 10º  | Rodrigo Borges da Silva           | RS | 4,5 | **    | 23,0  | 23,5  | 11,50  | 4        |
| 11º  | Guilherme Correa Abreu            | ES | 4,5 | **    | 21,5  | 23,5  | 11,75  | 4        |
| 12º  | Everaldo Matsuura                 | SC | 4,0 | **    | 29,5  | 32,5  | 17,50  | 2        |
| 13º  | Christian Endre Toth              | SC | 4,0 | **    | 28,5  | 31,5  | 15,75  | 3        |
| 14º  | Namyr Carlos Souza Filho          | ES | 4,0 | **    | 24,0  | 26,0  | 12,50  | 3        |
| 15º  | Guilherme Vilela Rezende          | GO | 4,0 | **    | 21,5  | 23,5  | 11,25  | 3        |
| 16º  | Álvaro Z. Aranha Filho            | SC | 3,5 | **    | 26,5  | 29,5  | 11,75  | 3        |
| 17º  | Ricardo de Amorim Schutt          | SP | 3,5 | **    | 25,5  | 28,0  | 12,00  | 2        |
| 18º  | Dirceu Viana                      | RJ | 3,5 | **    | 24,5  | 27,0  | 12,50  | 1        |
| 19º  | Lincoln Lucena                    | DF | 3,5 | **    | 23,5  | 26,5  | 11,50  | 3        |
| 20º  | Marcio Netto Baeta                | RJ | 3,5 | **    | 23,0  | 23,5  | 8,75   | 3        |
| 21º  | Kleber Victor Ferreira            | RJ | 3,5 | **    | 22,5  | 25,5  | 11,25  | 2        |
| 22º  | Paulo Cesar Vieira                | ES | 3,5 | **    | 21,5  | 23,5  | 9,75   | 3        |
| 23º  | Mario Augusto Galati              | SP | 3,5 | **    | 21,0  | 23,0  | 9,75   | 2        |
| 24º  | Helio Ricardo Soutinho Peixoto    | ES | 3,5 | **    | 18,5  | 20,5  | 9,00   | 2        |
| 25º  | José Eustaquio Hatem Osorio       | ES | 3,5 | **    | 18,0  | 18,5  | 6,25   | 3        |
| 26º  | Jorge Wilson M. da Rocha          | ES | 3,0 | **    | 22,5  | 23,0  | 4,50   | 3        |
| 27º  | Rogerio Zanon da Silveira         | ES | 3,0 | **    | 22,0  | 22,5  | 5,50   | 3        |
| 28º  | Jerry Dibai                       | MG | 3,0 | **    | 20,5  | 22,5  | 8,00   | 2        |
| 29º  | Fabricio Dardengo Hupp            | ES | 3,0 | **    | 19,5  | 20,0  | 5,00   | 3        |
| 30º  | Jorge Andor                       | SP | 2,5 | **    | 20,0  | 22,0  | 7,75   | 2        |
| 31º  | Antonio Junior da Silva Souza     | ES | 2,5 | **    | 20,0  | 20,5  | 4,00   | 2        |
| 32º  | Ivo Pereira de Arruda Filho       | GO | 2,5 | **    | 17,0  | 18,5  | 5,00   | 0        |
| 33º  | Johan Matheus Marques             | ES | 2,5 | **    | 17,0  | 17,5  | 2,50   | 1        |
| 34º  | Fabio Bianchi de Moura            | ES | 2,0 | **    | 19,5  | 20,0  | 1,00   | 2        |
| 35º  | Welliton de Resende Zani Carvalho | ES | 2,0 | **    | 19,0  | 19,5  | 2,75   | 1        |
| 36º  | Jefferson Pedro de Sousa          | ES | 1,0 | **    | 20,5  | 22,5  | 3,00   | 1        |
| 37º  | Alessandro Cunha Alves            | ES | 1,0 | **    | 20,5  | 21,5  | 1,00   | 0        |
| 38º  | Danilo Soares Marques             | ES | 1,0 | **    | 15,0  | 16,5  | 1,50   | 0        |
| 39º  | Hermes Vazzoler Junior            | ES | 0,0 | **    | 16,5  | 17,5  | 0,00   | 0        |
| 40º  | Anderson Mattos                   | ES | 0,0 | **    | 16,5  | 17,5  | 0,00   | 0        |

## Semifinais — Região 2 (Norte e Nordeste)
Torneio classificatório da Região Norte/Nordeste realizado em 8 rodadas pelo Sistema Suíço. Os 2 primeiros colocados classificaram-se direto, porém o 3º e o 4º colocado ganharam vaga devido desistências de jogadores já classificados.
Sistema de pontuação
- 1,0 ponto por vitória
- 0,5 ponto por empate
- 0,0 ponto por derrota

Critérios de desempate
1. Confronto Direto (** Somente caso todos os empatados tenham se enfrentado)
2. Buchholz (excluindo o pior resultado)
3. Buchholz Total
4. Sonnenborn Berger
5. Maior número de vitórias

| Pos. | Nome                            | UF | Pts | Confr. | Buch1 | BuchT | Berger | Vitórias |
| ---- | ------------------------------- | -- | --- | ------ | ----- | ----- | ------ | -------- |
| 1º   | Maximo Iack Macedo              | RN | 7,0 | -      | 39,0  | 44,0  | 38,00  | 6        |
| 2º   | Yago Santiago                   | PE | 6,5 | 1      | 39,0  | 43,0  | 34,75  | 5        |
| 3º   | Luismar Brito                   | PB | 6,5 | 0      | 39,0  | 42,0  | 32,75  | 6        |
| 4º   | Andrey M. Souza Neves           | AM | 6,0 | **     | 35,5  | 39,0  | 27,00  | 6        |
| 5º   | José Silvio Bezerra de Lucena   | CE | 6,0 | **     | 35,0  | 36,0  | 24,50  | 5        |
| 6º   | Alicio de O. Pinheiro Iung      | CE | 5,5 | **     | 39,5  | 43,0  | 27,25  | 4        |
| 7º   | Francisco de Assis Cavalcanti   | PB | 5,5 | **     | 39,0  | 43,0  | 28,25  | 4        |
| 8º   | Rafael Cabral de Souza          | PB | 5,5 | **     | 37,0  | 40,5  | 25,25  | 5        |
| 9º   | Roberto Luiz Costa Andrade      | RN | 5,5 | **     | 36,0  | 38,5  | 23,75  | 4        |
| 10º  | Janio Ribeiro Lopes             | RO | 5,5 | **     | 33,5  | 35,0  | 20,75  | 5        |
| 11º  | Carlos Henrique Lopes Pinto     | RN | 5,5 | **     | 33,5  | 35,0  | 19,00  | 5        |
| 12º  | Endson dos Santos Lima          | RO | 5,5 | **     | 31,5  | 34,0  | 22,25  | 4        |
| 13º  | Anderson Guerra dos Santos      | BA | 5,0 | **     | 37,0  | 40,0  | 22,25  | 4        |
| 14º  | Antonio Inacio dos Santos       | CE | 5,0 | **     | 35,5  | 38,0  | 20,00  | 5        |
| 15º  | Vitor Firmo de Souza Rocha      | RN | 5,0 | **     | 35,5  | 37,0  | 18,50  | 5        |
| 16º  | Maximo Valerio Macedo           | RN | 5,0 | **     | 32,5  | 35,5  | 19,50  | 4        |
| 17º  | Ronnie Frank Pires Stone        | AM | 5,0 | **     | 31,0  | 33,5  | 18,00  | 5        |
| 18º  | Wagner da Silva Borges          | MA | 5,0 | **     | 30,5  | 34,0  | 20,75  | 3        |
| 19º  | Pedro Lima Neto                 | CE | 5,0 | **     | 27,0  | 30,0  | 18,75  | 4        |
| 20º  | Dawton Almino Lemos             | CE | 4,5 | **     | 33,5  | 36,5  | 18,50  | 3        |
| 21º  | Aloisio Lopes de Sousa Filho    | CE | 4,5 | **     | 32,5  | 36,0  | 18,25  | 3        |
| 22º  | Leonardo Eleuterio da Silveira  | PA | 4,5 | **     | 32,5  | 36,0  | 17,75  | 4        |
| 23º  | Nicolau Leitão                  | MA | 4,5 | **     | 31,5  | 35,0  | 19,25  | 2        |
| 24º  | Adriano Albiani Barata          | BA | 4,5 | **     | 31,5  | 34,5  | 16,25  | 4        |
| 25º  | Felipe Soares Damous            | MA | 4,5 | **     | 31,0  | 34,0  | 16,00  | 3        |
| 26º  | Max do Carmo Correia            | SE | 4,5 | **     | 31,0  | 32,0  | 14,75  | 3        |
| 27º  | Luiz Eduardo Lopes Silva        | MA | 4,5 | **     | 29,5  | 32,5  | 16,25  | 4        |
| 28º  | Marcos Antonio da Costa Freitas | CE | 4,5 | **     | 29,5  | 32,5  | 15,75  | 4        |
| 29º  | Argemiro Braga Guara Neto       | MA | 4,5 | **     | 29,5  | 32,5  | 15,25  | 4        |
| 30º  | Hugo Leonardo de Brito Buarque  | CE | 4,5 | **     | 29,5  | 31,0  | 13,75  | 4        |
| 31º  | Marcio Felipe de Medeiro Amorim | CE | 4,5 | **     | 29,0  | 31,0  | 14,25  | 3        |
| 32º  | José Gomes da Silva Filho       | PI | 4,5 | **     | 27,5  | 30,0  | 14,50  | 3        |
| 33º  | Antonio Galvão Barata Hemar     | BA | 4,5 | **     | 27,0  | 28,5  | 12,50  | 3        |
| 34º  | Roberto Carlos Santos           | MA | 4,5 | **     | 26,5  | 29,5  | 15,50  | 4        |
| 35º  | Matheus Cavalcante Ribeiro      | CE | 4,0 | **     | 35,0  | 37,5  | 15,00  | 4        |
| 36º  | Mario Henrique Andrade Fiaes    | BA | 4,0 | **     | 34,0  | 36,5  | 16,25  | 3        |
| 37º  | Paulo Cohen Farias              | PA | 4,0 | **     | 31,5  | 34,5  | 14,50  | 4        |
| 38º  | Edmundo Reis Luz                | MA | 4,0 | **     | 30,5  | 34,0  | 15,00  | 3        |
| 39º  | Clauber F. Martins              | PA | 4,0 | **     | 29,5  | 32,0  | 11,50  | 4        |
| 40º  | Alcides Alexandre A. Azevedo    | RN | 4,0 | **     | 27,5  | 29,5  | 13,00  | 4        |
| 41º  | Irineu Vieira da Paixão         | CE | 4,0 | **     | 26,5  | 28,0  | 11,00  | 4        |
| 42º  | Lourival Ponte Oliveira Neto    | PA | 4,0 | **     | 23,5  | 25,5  | 10,00  | 3        |
| 43º  | Allysson Pereira Chaves         | PA | 3,5 | **     | 32,5  | 36,0  | 15,75  | 3        |
| 44º  | Antonio José de Araújo          | RN | 3,5 | **     | 29,0  | 32,0  | 11,75  | 3        |
| 45º  | Marcos Paulo de Souza Monteiro  | PA | 3,5 | **     | 29,0  | 31,5  | 12,75  | 1        |
| 46º  | Luciano de Souza Zallio         | BA | 3,5 | **     | 28,5  | 31,5  | 12,75  | 2        |
| 47º  | Edmar Ferreira Monte            | CE | 3,5 | **     | 28,5  | 30,0  | 8,75   | 3        |
| 48º  | Jarbas Souza Aguiar             | RO | 3,5 | **     | 27,0  | 28,5  | 8,75   | 3        |
| 49º  | José Geraldo de Pontes e Souza  | AM | 3,5 | **     | 26,5  | 29,0  | 11,25  | 3        |
| 50º  | Moezio Correia Nunes            | CE | 3,5 | **     | 26,0  | 28,5  | 11,75  | 3        |
| 51º  | Francisco José Alves de Aquino  | CE | 3,5 | **     | 26,0  | 27,0  | 8,25   | 3        |
| 52º  | Antonio Stenio Patricio Lima    | CE | 3,5 | **     | 24,0  | 25,5  | 6,75   | 3        |
| 53º  | José Gomes da Silva             | PI | 3,5 | **     | 21,5  | 22,5  | 6,25   | 3        |
| 54º  | Natanael Isau Rodrigues         | SE | 3,0 | **     | 31,5  | 35,0  | 12,00  | 3        |
| 55º  | Antonio José Romão de Lima Jr   | CE | 3,0 | **     | 30,5  | 33,0  | 10,50  | 3        |
| 56º  | Marcius Gomes Brandão           | CE | 3,0 | **     | 30,5  | 32,5  | 9,00   | 3        |
| 57º  | Roberto Melo dos Santos         | CE | 3,0 | **     | 28,0  | 30,5  | 9,25   | 2        |
| 58º  | Orlando Alves Ribeiro           | CE | 3,0 | **     | 27,5  | 29,5  | 8,50   | 2        |
| 59º  | Kleber Ferreira Nunes           | BA | 3,0 | **     | 27,5  | 29,0  | 7,50   | 3        |
| 60º  | Edvaldo Brasil da Silva         | SE | 3,0 | **     | 27,0  | 29,5  | 10,50  | 2        |
| 61º  | Danton Mackhno Araújo Serpa     | CE | 3,0 | **     | 26,5  | 27,5  | 7,50   | 2        |
| 62º  | José Valdo de Carvalho Sales    | BA | 3,0 | **     | 25,5  | 27,0  | 7,75   | 2        |
| 63º  | Luis Carlos Sales               | PI | 3,0 | **     | 24,5  | 26,0  | 5,00   | 3        |
| 64º  | Anderson Mauro Simões           | CE | 3,0 | **     | 24,0  | 25,5  | 8,00   | 3        |
| 65º  | Dombosco Lima Silva Filho       | MA | 3,0 | **     | 21,5  | 22,5  | 5,50   | 2        |
| 66º  | Edvaldo da Cruz Costa           | RN | 2,5 | **     | 29,0  | 32,0  | 9,25   | 2        |
| 67º  | Jorge da Silva Nogueira         | CE | 2,5 | **     | 27,5  | 30,0  | 7,75   | 2        |
| 68º  | Sergio Luiz Cardoso Farias      | AM | 2,5 | **     | 26,5  | 27,5  | 4,25   | 2        |
| 69º  | Fabio Albiani Barata            | BA | 2,5 | **     | 26,0  | 28,0  | 7,00   | 2        |
| 70º  | Alan dos Santos Rocha           | SE | 2,5 | **     | 24,5  | 25,5  | 6,50   | 1        |
| 71º  | Francisco Arimateia Rodrigues   | CE | 2,0 | **     | 30,5  | 33,0  | 7,00   | 1        |
| 72º  | Álvaro Ney Laroca               | CE | 2,0 | **     | 28,0  | 29,0  | 4,00   | 2        |
| 73º  | Antenor de Carvalho Braga Neto  | AM | 2,0 | **     | 24,5  | 25,5  | 2,00   | 1        |
| 74º  | Giovanna Leticia Santa Santos   | SE | 2,0 | **     | 23,5  | 24,5  | 3,00   | 1        |
| 75º  | José Gildivan Carneiro          | RN | 2,0 | **     | 23,0  | 24,0  | 2,50   | 2        |
| 76º  | Virginio Aleixo da Silva Sousa  | CE | 1,5 | -      | 21,5  | 22,5  | 2,50   | 0        |
| 77º  | Anderson Willian Pereira Lemos  | CE | 0,5 | -      | 22,0  | 23,5  | 1,25   | 0        |
| 78º  | Aristóteles de Jesus Correia    | CE | 0,0 | -      | 19,5  | 20,5  | 0,00   | 0        |

## Fase final
| Pos. | Nome                          | UF | Pontos | Confronto | Berger | Koya | Vitórias | Pretas |
| ---- | ----------------------------- | -- | ------ | --------- | ------ | ---- | -------- | ------ |
| 1º   | Krikor Mekhitarian            | SP | 8,5    | -         | 40,25  | 3,0  | 7        | 5      |
| 2º   | Evandro Amorim Barbosa        | SP | 8,0    | 1         | 40,75  | 3,0  | 7        | 6      |
| 3º   | Mateus Nakajo Mendonça        | SP | 8,0    | 0         | 36,26  | 2,5  | 7        | 5      |
| 4º   | Yago Santiago                 | PE | 7,5    | -         | 35,00  | 2,0  | 7        | 6      |
| 5º   | Roberto Junio Brito Molina    | SC | 7,0    | -         | 36,25  | 3,0  | 5        | 5      |
| 6º   | Vitor Roberto Castro Carneiro | SP | 6,0    | -         | 25,25  | 1,5  | 5        | 5      |
| 7º   | Maximo Iack Macedo            | RN | 5,0    | -         | 23,25  | 2,0  | 3        | 6      |
| 8º   | Luismar Brito                 | PB | 4,0    | -         | 15,75  | 1,0  | 3        | 6      |
| 9º   | Andrey Neves                  | AM | 3,5    | 1         | 14,75  | 0,5  | 3        | 6      |
| 10º  | Felipe Kubiaki Menna Barreto  | SC | 3,5    | 0         | 15,00  | 1,0  | 1        | 5      |
| 11º  | Klaus Gotz                    | SP | 3,0    | -         | 11,00  | 0,5  | 2        | 5      |
| 12º  | Flavio Olivencia              | RS | 2,0    | -         | 12,25  | 1,0  | 1        | 6      |